# 尼古劳斯·米哈洛利亚科斯
尼古劳斯·G·米哈洛利亚科斯（希臘語：Νικόλαος Γ. Μιχαλολιάκος，發音：[niˈkolaos mixaloˈʎakos]；1957年12月6日—）是希腊政治家及已定罪罪犯。作为极右翼政党金色黎明的创始人与领导人，2020年10月其与67名该党高层共同被雅典上诉法院裁定领导犯罪组织罪名成立。

## 早年生活和教育
米哈洛利亚科斯1957年生于希腊首都雅典。据其政党宣称，他毕业于雅典国立卡波季斯特里安大学数学学院。

## 政治生涯
米哈洛利亚科斯16岁加入康斯坦丁诺斯·普莱夫里斯领导的民族主义政党八月四日党，同时参与埃奥卡-B组织雅典地方分支。1974年7月，他在英国驻雅典大使馆外抗议英国对土耳其入侵塞浦路斯事件的立场，遭当局首次逮捕。1976年12月，他因袭击报道埃万盖洛斯·马利奥斯（被恐怖组织17N暗杀的上校政权时期实施酷刑的警察）葬礼的记者再度被捕，但最终获释。羁押期间他结识了1967—1974年希腊军政府领导人，获释后加入希腊陆军，晋升快速攻击艇司令部指挥官。1978年7月他因非法持有枪支与爆炸物第三次被捕，1979年1月被判一年监禁，同时被革除军职。
获释后，米哈洛利亚科斯创办《金色黎明》杂志，该刊初期政治立场与纳粹意识形态高度契合。1984年4月，他加入民族政治联盟，在乔治斯·帕帕佐普洛斯亲自命令下接管其青年部门领导权，杂志随之停刊。1985年1月，他脱离民族政治联盟，创立“人民民族运动—金色黎明”。
米哈洛利亚科斯担任金色黎明领袖直至2005年11月宣布解散该组织。此举源于同反法西斯主义者的持续冲突。2005至2007年间，他与多数金色黎明成员组建爱国者联盟延续政治活动。2007年，该党在他的领导下重组。
金色黎明作为政党在1990年代至2000年代初引起公众关注。希腊债务危机期间的2012年5月议会选举中，该党在米哈洛利亚科斯领导下赢得21个议席，随即陷入多起争议事件并引发国际关注。最具争议的是米哈洛里亚科斯公开否认纳粹在第二次世界大战期间用于屠杀共产主义者、共济会成员、犹太人、同性恋者等群体的毒气室存在。

## 逮捕和审判
2013年9月17日，金色黎明支持者刺伤反法西斯说唱歌手帕夫洛斯·菲萨斯致死后，米哈洛利亚科斯于同年9月28日的大规模搜捕行动中与该党其他领袖同时被捕，罪名系涉嫌参与犯罪组织运作。起诉书指控其涉足谋杀、勒索及近百名移民失踪案。经历法律允许最长的18个月审前羁押后，米哈洛利亚科斯获释转为软禁。2015年7月29日软禁解除，但他仍被禁止离开阿提卡大区。
2015年4月，米哈洛利亚科斯与其余67名被告的审判在雅典高度设防的科里达洛斯监狱启动，但因技术性原因及场地调整多次休庭。2020年10月，包括米哈洛利亚科斯在内的68名金色黎明高层被裁定有罪，其本人获刑13.5年。2024年5月，米哈洛利亚科斯以年迈为由提出法律申请获准假释，但需遵守包括禁离大雅典地区等限制条件。然因上诉法院合议庭认定其“毫无悔意且具再犯可能”，该释放令被撤销，遂于6月3日在其雅典住所重新收监。

## 个人生活
米哈洛利亚科斯之妻埃莱妮·扎鲁利亚同为金色黎明成员。其女乌拉尼亚曾参与摩托车团伙袭击移民事件，系六名被捕者之一，后全员获释。
2013年，米哈洛利亚科斯在电视采访中侮辱密尔沃基雄鹿队前锋扬尼斯·阿德托昆博，称其为“黑猩猩”，宣称应将其家人拘捕并驱逐出境，此番言论引起国内谴责。